# Kilkenny GAA
Il Kilkenny County Board, più conosciuto come Kilkenny GAA, è uno dei 32 county board irlandesi responsabile della promozione degli sport gaelici nella contea di Kilkenny e dell'organizzazione dei match della propria rappresentativa (Kilkenny GAA è usato anche per indicare le franchige degli sport gaelici della contea) con altre contee. Fu fondato nel 1887 e il campo principale delle rappresentative è Nowlan Park. Kilkenny partecipa annualmente all'All-Ireland Senior Hurling Championship, che ha vinto 33 volte; al Leinster Senior Hurling Championship, conquistato 68 volte e alla National Hurling League, vinta in 14 occasioni. Insieme a Cork e a Tipperary è una delle "Big three" dell'hurling.

## Colori e simboli
Kilkenny gioca tradizionalmente con un'iconica divisa a strisce verticali color ambra e nero, realtà unica nel panorama delle inter-counties irlandesi (le altre sono tutte monocromatiche o con strisce orizzontali). Sebbene oggi costituisca un tratto distintivo tradizionale, ci fu originariamente un'accesa disputa in seno ai membri su quale dovessero essere i colori rappresentativi della contea (che in genere per le altre contee erano quelli del club più forte dell'epoca). La prima storica divisa della squadra, nel 1893, recava proprio questi colori ma fu intervallata da divise occasionali e non da subito accettata. Fu soltanto nel 1910 che vennero ufficializzati i colori originari disposti verticalmente nella divisa presentata da John F. Drennan, ponendo fine alle diatribe interne.
Inizialmente non c'erano stemmi sulle divise della squadra, ma solo una scritta "Kilkenny" al centro della maglia. Successivamente fu introdotto lo stemma tradizionale della contea, che ha campeggiato sulle divise per moltissimi anni. Dal 2006 è stato infine sostituito dall'attuale logo della franchigia e del board, un logo molto più moderno e stilizzato coi colori sportivi tipici e due figure che giocano una ad hurling e l'altra a calcio gaelico formando due K, chiaro richiamo alla lettera iniziale della contea e alle sigle per identificarla in Irlanda.
Il soprannome dei giocatori è colloquialmente The Cats ("i gatti"), storico appellativo degli abitanti di Kilkenny che hanno sempre avuto la fama di essere persone combattive fino all'ultimo.

## Hurling

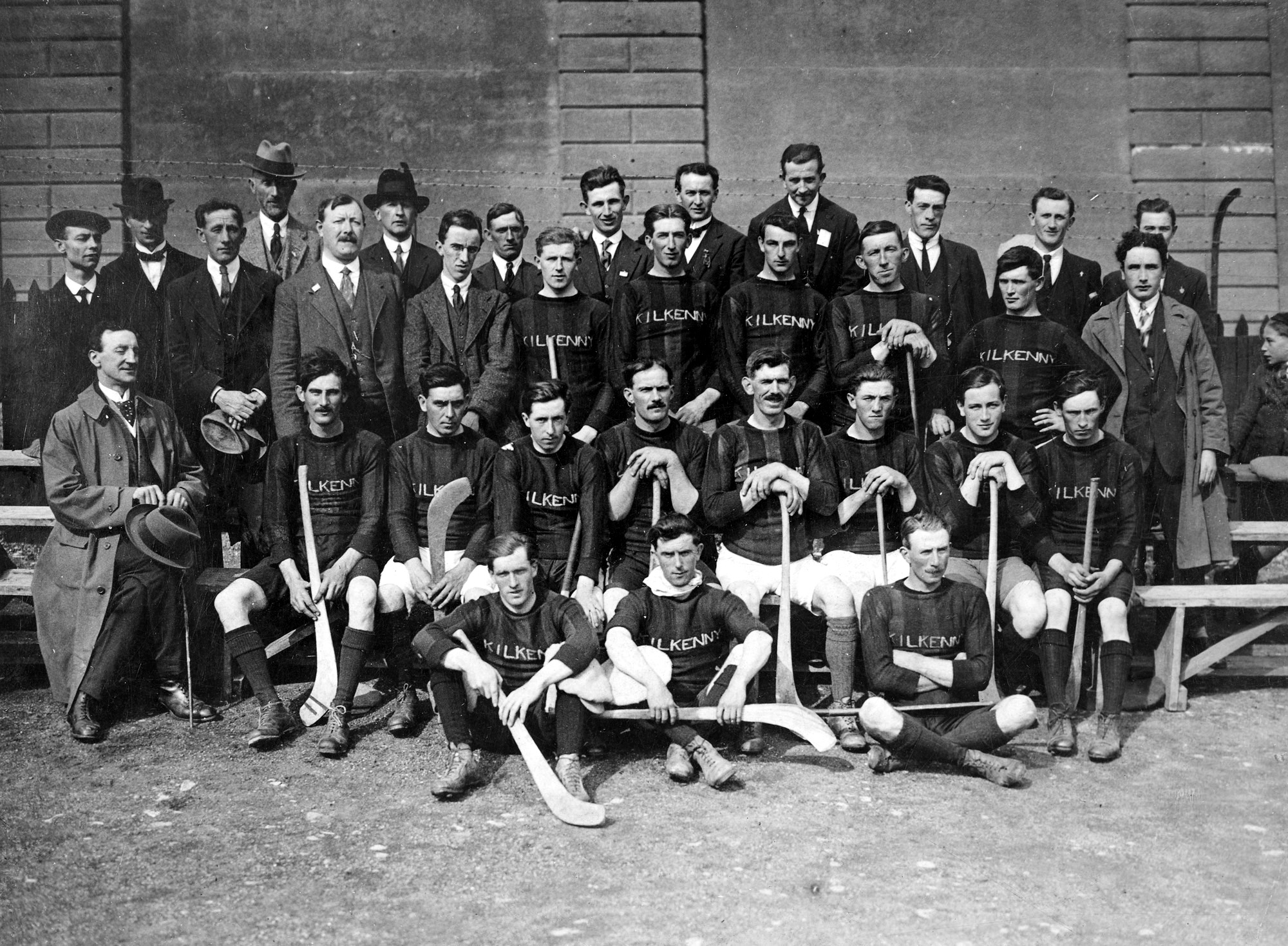
Squadra di Kilkenny degli anni '20

Kilkenny è la contea più titolata a livello di hurling, con 35 trofei nazionali in bacheca, ed è attualmente campione in carica dell'All-Ireland. È anche la più titolata della provincia, con ben 69 campionati del Leinster vinti.
La squadra degli anni 60 e 70 è ritenuta la più forte in assoluto nella storia dello sport, dal momento che si aggiudicò una moltitudine di trofei, mostrando una schiacciante superiorità nei confronti di praticamente tutti gli avversari che incontrava.

### Storia

#### Dagli albori agli anni '50
Sin dall'origine delle competizioni inter-county, Kilkenny si presentò come protagonista assoluta in Irlanda. Vinse agli albori dei campionati di hurling ben sette titoli (1904, 1905, 1907, 1909, 1911, 1912, 1913) prima degli anni '20, periodo considerato come iniziale dell'era moderna dell'hurling.

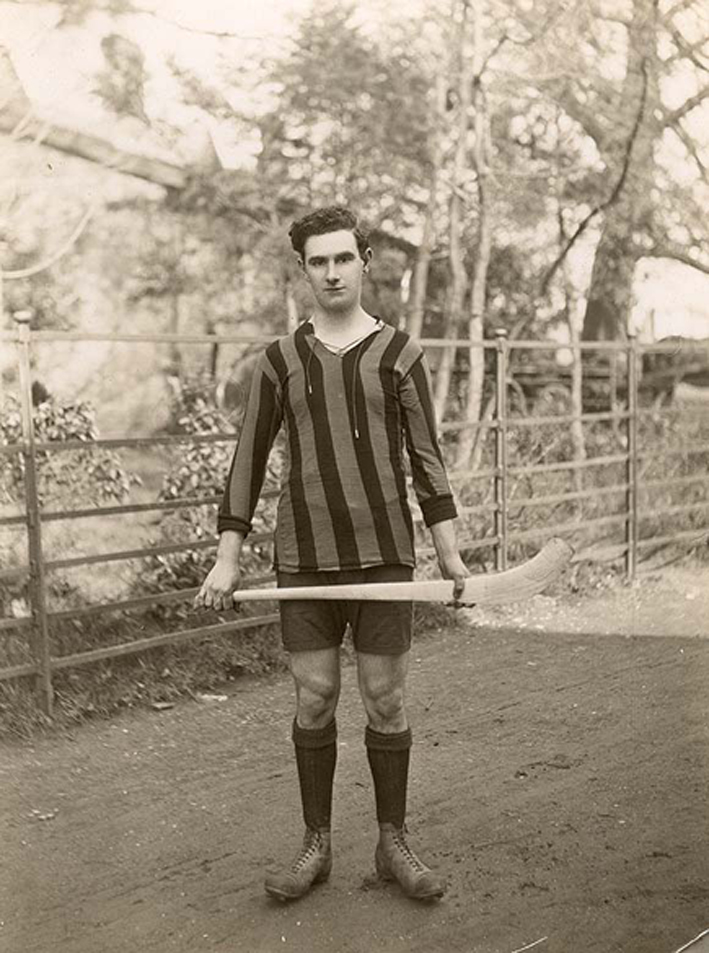
Hurler di Kilkenny, c. 1923

Nel 1922 Kilkenny vinse il suo sedicesimo titolo provinciale, incontrando in finale All-Ireland quelli che sarebbero diventati i principali rivali di sempre, Tipperary. In una delle finali più tirate e combattute di sempre, Tipperary si trovava in vantaggio di tre punti a soli tre minuti dalla fine, ma Kilkenny si impose rocambolescamente negli ultimi scampoli di gara segnando due gol in poco tempo. Ci sarebbero voluti 45 anni prima che Kilkenny riuscisse a battere Tipperary nel Championship di nuovo. La squadra si aggiudicò molti altri titoli del Leinster molto presto.  Nel 1926 Kilkenny si scontrò con Cork in finale in un suggestivo Croke Park innevato, ma la coppa se la aggiudicarono in quel caso i ‘Rebels’.
Gli anni '30 furono uno dei decenni con il maggior numero di vittorie di Kilkenny, chiusi da una delle finali più famose della storia dell'hurling. In quegli anni i Cats si giocarono con Limerick il titolo del decennio, alternandosi con gli stessi nell'albo d'oro. Nel 1931 Kilkenny si presentò come campione del Leinster in finale contro Cork. Nonostante Cork fosse in vantaggio a metà partita, Kilkenny prese in mano la situazione nella ripresa riuscendo a pareggiare i conti a fine partita. Il replay del match vide una delle migliori prestazioni di Lory Meagher in campo, ma fu sostanzialmente contraddistinto dallo stesso tenore della prima partita, Cork in vantaggio all'intervallo, Kilkenny che riesce a pareggiare nuovamente all'ultimo. Servì un terzo replay per avere un vincitore, che fu Cork nonostante la prestazione notevole di Meagher. Kilkenny si ripresentò in finale nel 1932, dove incontrò i campioni a sorpresa del Munster, Clare. La partita, emozionante, terminò con la vittoria dei Cats, con un gol di scarto sui rivali. La squadra si ripeté l'anno dopo, per la terza finale consecutiva, battendo in una partita molto tirata Limerick. 
La storia si ripeté nel 1935, con Kilkenny che si impose per 1 solo punto su Limerick. Nel 1936, la nuova ed ennesima sfida tra le squadre vide invece una vittoria netta dei campioni del Munster, che batterono nettamente i Cats 5-6 a 1-5. La squadra riuscì ad ottenere la finale anche nel 1937, stavolta contro Tipperary, che si impose nettamente di 17 punti. Quello che sembrava il tramonto della gloriosa e vincente squadra di Kilkenny degli anni '30, fu contraddetto due anni dopo nel 1939, quando i Cats riuscirono nuovamente a vincere una finale epica contro Cork: lo stesso giorno in cui sarebbe scoppiata la Seconda Guerra Mondiale, sotto un terribile temporale, una partita combattuta alla pari che si stava avviando verso uno scontato pareggio, fu decisa negli ultimi istanti dal punto vincente di Terry Leahy. Anche nel 1940 la squadra arrivò in finale, contro Limerick: due squadre avanti con gli anni si scontrarono a Croke Park e furono i campioni del Munster a prevalere.
Nei primi anni '40 la squadra fu costretta a ritirarsi a causa di un'epidemia tra il bestiame della contea di afta epizootica. Nel 1943 riuscirono comunque a riaggiudicarsi il titolo provinciale, ma l'Antrim a sorpresa provocò uno degli shock più inaspettati della storia della franchigia eliminandoli in semi-finale della All-Ireland. Due anni dopo Kilkenny trovò i rivali di sempre di Tipperary: nonostante la squadra del Munster fosse avanti con largo margine a fine primo tempo, i Cats si rifecero sotto nel secondo, non riuscendo a ripetere tante delle loro passate imprese tuttavia. L'anno dopo, in un match più combattuto, fu l'altra rivale Cork a prevalere in finale sui nero-ambra. Fu tuttavia solo il preambolo alla finale del 1947, nuovamente Cork-Kilkenny, ricordata come una delle più memorabili di tutti i tempi. Cork era alla ricerca del sesto titolo in sette anni, Kilkenny era intenzionata a non perdere la terza finale di fila. I Cats si imposero per gran parte della partita, ma Cork li superò a poco dallo scadere con due gol. Fu nuovamente Terry Leahy a segnare il punto decisivo, spingendo il titolo nazionale per la tredicesima volta in bacheca per Kilkenny.

#### Anni '50 e '60
Dopo i grandi trionfi degli anni '40, Kilkenny entrò in un periodo più magro. Nonostante qualche vittoria a livello provinciale, la squadra non riuscì a vincere una finale fino al 1957 quando si imposero su Waterford in uno scontro inedito per 4–10 a 3–12. Nel 1958 e 1959 si riconfermarono campioni provinciali e nel secondo anno di nuovo campioni nazionali vincendo nuovamente con Waterford nel replay della finale. Seguirono altre vittorie, la più importante contro Tipperary nel 1967, la prima dal lontano 1923.

#### La grande squadra degli anni '70
Molti seguaci di Kilkenny considerano la squadra dal 1969 al 1975 come la più grande di tutti i tempi. Quella formazione includeva giocatori del calibro di Eddie Keher, Dick O'Hara, Ollie Walsh, Noel Skehan, Frank Cummins, Fan Larkin e Pat Henderson solo per citarne alcuni. Strappato nel 1969 il titolo provinciale a Wexford, Kilkenny si presentò in finale All-Ireland con forte desiderio di rivalsa contro Cork, che tre anni prima li aveva battuti a sorpresa. La partita vide trionfare i Cats per 2–15 a 2–9. Wexford si impose nuovamente nel 1970 nel Leinster, ma interruppe soltanto una lunga striscia quinquennale di vittorie di una squadra eccezionale di Kilkenny che si aggiudicò cinque titoli di fila provinciali e partecipò a cinque finali nazionali consecutive, record durato fino al 2011.
Le finali All-Ireland di quegli anni entrarono nella storia per vari motivi: nel 1971 Kilkenny si giocò il titolo con Tipperary nella prima finale di sempre trasmessa in televisione dalla RTÉ. Eddie Keher registrò il record di realizzazioni, con 2 gol ed 11 punti; non gli bastò per risultare tra i vincitori, perché il Tipperary vinse per 5–17 a 5–14. Il 1972 fu un anno propizio invece per i Cats, che si imposero su Cork: i Rebels furono in vantaggio per gran parte della partita di circa 8 punti, ma alla metà del secondo tempo subirono la rimonta degli avversari che prima pareggiarono e poi dilagarono di sette punti di vantaggio. La rimonta di 15 punti fu una delle più memorabili della storia dell'hurling. Nel 1973 Kilkenny trovò invece Limerick per la prima volta dal 1940, ma si presentò decimata all'appuntamento a causa di infortuni e dell'immigrazione che colpiva la popolazione della contea e capitolò. Nel 1974 fu rigiocata la rivincita: nonostante Limerick fosse in vantaggio, come da tradizione storica Kilkenny si imposero per ben 12 punti. Stessa storia si ripeté l'anno dopo contro Galway, che aveva molto impressionato in semifinale contro Cork: i Tribesman controllarono buona parte della partita, ma persero alla fine di dodici punti.
Il 1978 fu l'ultimo anno della leggendaria squadra di Kilkenny di quegli anni, che perse competitività per l'avanzare d'etè dei componenti e mancanza di affiatamento e vinsero il solo titolo provinciale. La squadra si sarebbe imposta a livello nazionale l'anno dopo, ma con l'ingresso di forze fresche e giocatori nuovi giovani.

#### Anni '80 e '90
I primi anni '80 rappresentarono un periodo transitorio per Kilkenny, segnato dallo scioglimento della grande squadra del decennio precedente e dall'ascesa nel Leinster dell'Offaly come forza dominante. Fu nel 1982 che ‘The Cats’ tornarono alla ribalta vincendo una National League ed il titolo proviniciale. Due gol di Christy Heffernan nell'arco di quaranta minuti diedero a Kilkenny la vittoria su Cork nella conseguente finale. Nel 1983 Kilkenny portò a termine quello che viene chiamato ‘the double-double’, vincendo di fila i titoli di lega, Leinster e All-Ireland un'altra volta. La possibilità di fare la tripletta fu mandata in frantumi nel campionato provinciale dell'anno dopo.

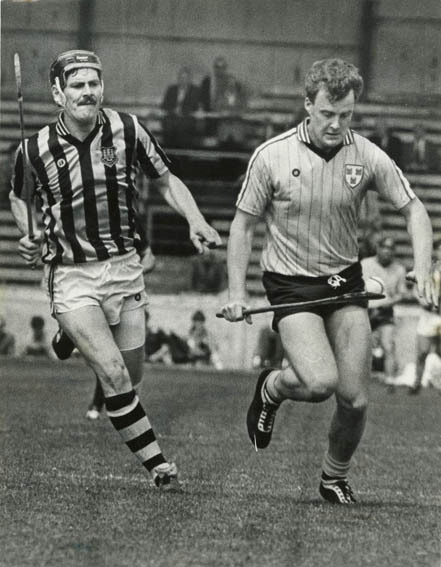
Kilkenny in campo contro Dublino nel 1986

Due anni dopo, nel 1986, i Cats sembravano poter rifare incetta di titoli, vincendo subito League e titolo provinciale, ma vennero eliminati poi in semifinale della All-Ireland da Galway. La storia si ripeté l'anno successivo, ma Galway stavolta fermò Kilkenny in finale, vincendola con un punteggio complessivo piuttosto basso. I tre anni successivi furono piuttosto magri e videro la squadra fuori dai giochi principali. In ogni caso il leggendario portiere Ollie Walsh prese le redini della squadra come manager a fine decennio. La squadra ingranò subito bene vincendo nel 1990 National League e campionato del Leinster arrivando poi in finale All-Ireland nel 1991, dove venne però sconfitta per la prima volta dopo 20 anni dal Tipperary. Fu nel 1992 che Kilkenny, di nuovo campione del Leinster, vinse nuovamente il titolo nazionale contro Cork, in una partita ricordata per il forte vento e conclusasi 3–10 a 1–12. La squadra si ripeté nel 1993 vincendo il titolo provinciale e la Liam McCarthy Cup con una vittoria di cinque punti di margine.
Offaly e Wexford dominarono la scena provinciale e nazionale dei quattro anni successivi; Kilkenny ebbe comunque modo di vincere un'altra National League nel 1995.

#### L'era di Brian Cody
Nickey Brennan guidò Kilkenny per due stagioni incolore a metà anni '90. Fu sostituito da Kevin Fennelly, che riportò la contea a dei successi aggiudicandosi un titolo del Leinster nel 1998 at the expense of Offaly GAA.  Offaly later gained their revenge by defeating ‘the Cats’ in the All-Ireland final. Fennelly, a sua volta, venne sostituito da Brian Cody, uno dei più vincenti allenatori dell'era moderna, che improntò il proprio lavoro sin da subito alla ricerca di giocatori dotati fisicamente e tecnicamente, organizzazione, distribuzione del lavoro e soprattutto atteggiamento mentale vincente.
Nel 1999, Cody portò Kilkenny al secondo titolo Leinster consecutivo raggiungendo per la seconda volta la finale All-Ireland, dove Kilkenny trovò Cork. La partita fu giocata in condizioni meteorologiche pessime e fu vinta da Cork. Kilkenny si confermò a livello provinciale nel 2000 ripresentandosi in finale per la terza volta consecutiva con lo spettro di poter divenire la prima ed unica squadra a vantare il triste record di tre finali perse consecutive. Questa eventualità costituì un deterrente molto forte e Kilkenny si impose su Offaly. Anche nel 2001 il campionato provinciale fu vinto dai Cats, raggiunto poi da un titolo di National Hurling League nel 2002  NHL Final 2002, in The Irish Times. URL consultato il 2 maggio 2019 (archiviato dall'url originale il 24 ottobre 2012).,/ref>. Era chiaro ed evidente che si stava formando una squadra che avrebbe dominato lo scenario dell'hurling per anni e che stava cominciando ad accumulare titoli e trofei provinciali e nazionali senza sosta. Un double-double venne ottenuto nel 2003.

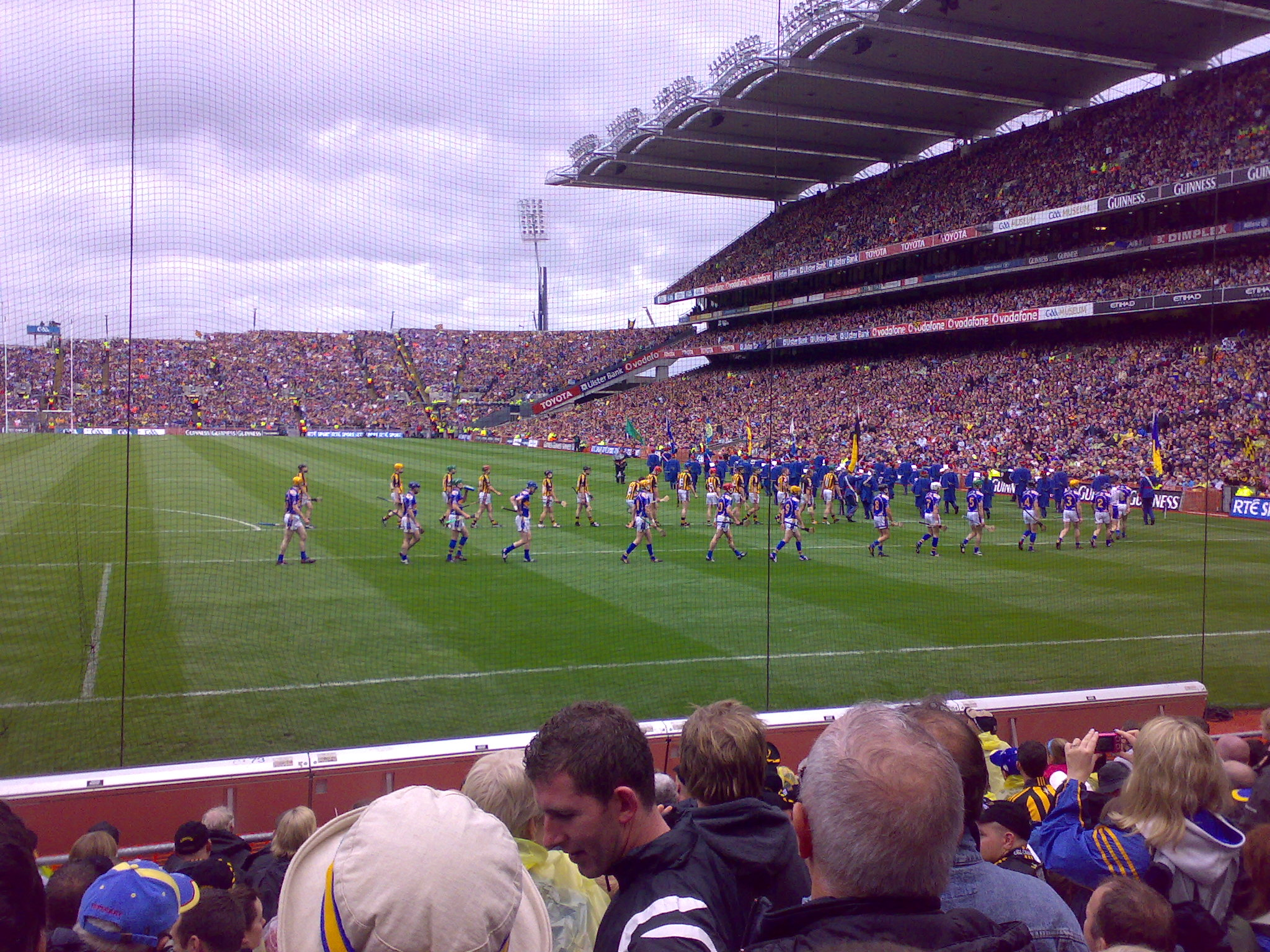
Kilkenny entra in campo contro Tipperary per la finale del 2009

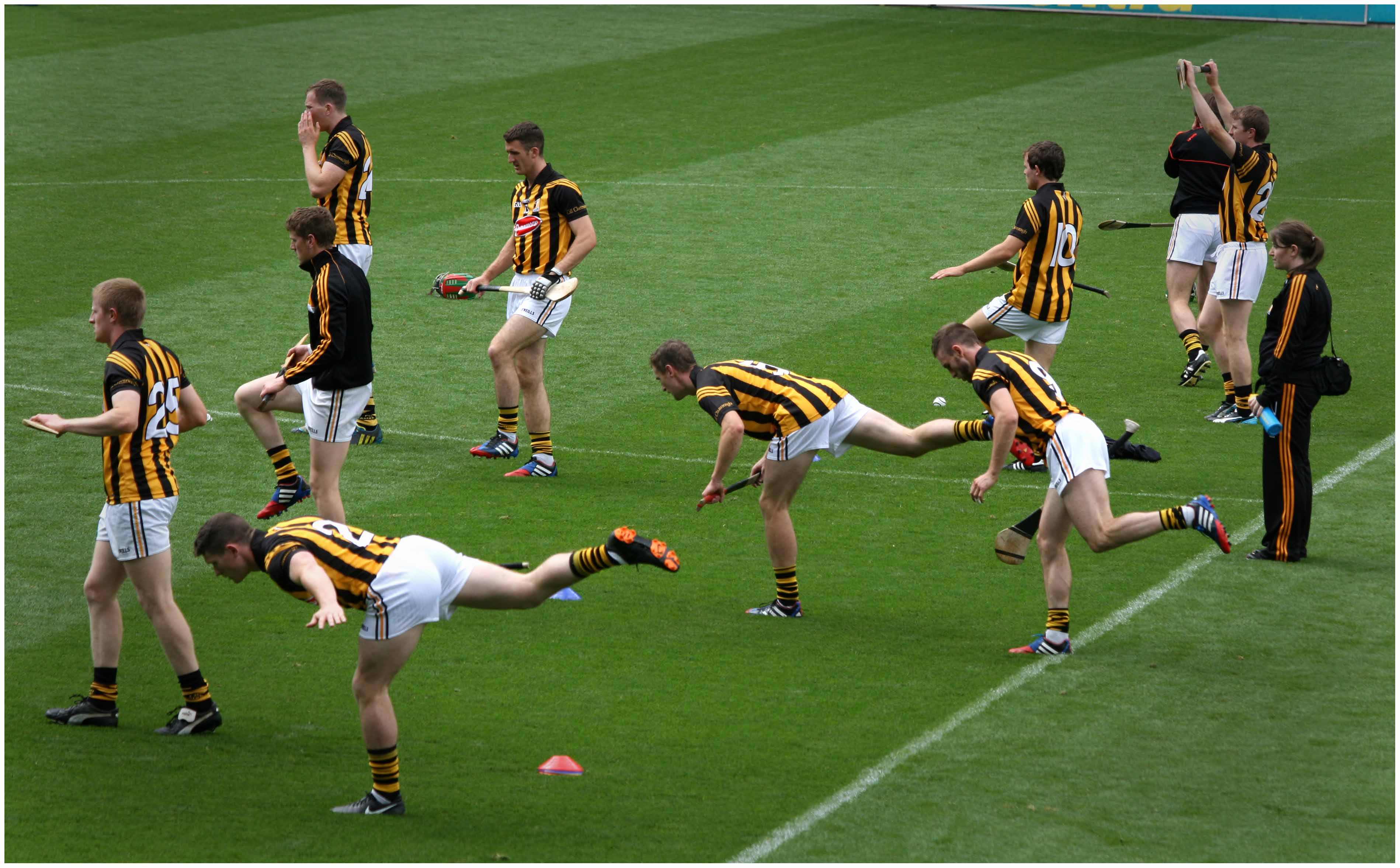
I Cats in un prepartita nel campionato All-Ireland 2014, vinto proprio da Kilkenny

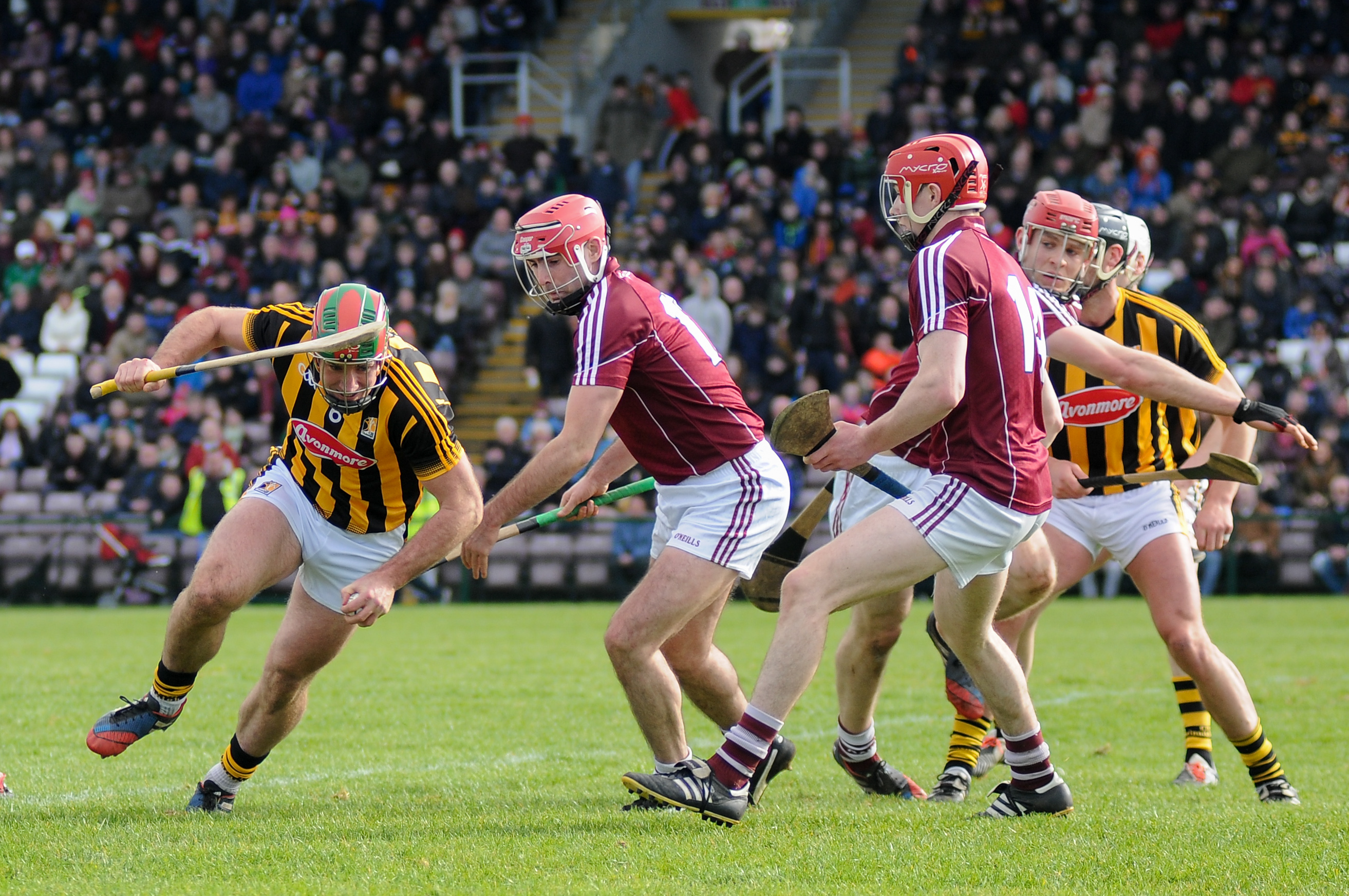
Kilkenny in azione nella Lega del 2015 contro Galway: Kieran Joyce in primo piano

Tuttavia nel 2004, nonostante Kilkenny sperasse in un terzo titolo consecutivo, venne inaspettatamente eliminata nel campionato provinciale da Wexford. I Cats tornarono poi in finale, stavolta vinti da Cork. Nel 2005 la squadra vinse i vari titoli provinciali e di lega, ma venne estromessa da Galway in semifinale. Fu nel 2006 che Kilkenny, ancora stravincente in provincia e lega, raggiunse la finale All-Ireland, imponendosi stavolta su Cork. Nel 2007 i ‘Cats’ vinsero il nono titolo del Leinster in dieci anni, cosa mai accaduta in passato. Si imposero poi in finale nazionale contro Limerick celebrando il loro trentesimo titolo All-Ireland. Stessa sorte nel 2008, quando vinsero nuovamente tutto e si imposero su Waterford nella finale nazionale. Anche questa squadra è stata spesso considerata come la più forte di tutti i tempi, da alcuni anche di quella storica degli anni '70. In quegli anni la franchigia, composta anche dalle squadre minori, ha vinto praticamente tutto: un All-Ireland Under-21 Hurling Championship, un All-Ireland Minor Hurling Championship e perfino un All-Ireland Intermediate Hurling Championship (una competizione snobbata dalle grandi franchigie e combattuta più da quelle di fascia media) oltre che ovviamente i trofei senior principali: un cosiddetto quadruple. L'abbuffata di trofei vinti costituisce un unico storico e segna uno dei momenti più prestigiosi e di dominio assoluto delle squadre della contea nel panorama nazionale dell'hurling. Nel 2009, Kilkenny non riuscì a ripetersi e si cominciò a parlare di inevitabile declino. Fu un'emergente Dublino a suggerire la fine di un glorioso ciclo. Tuttavia, raggiunsero comunque la finale dove incontrarono i rivali acerrimi di Tipperary, battuti con uno scarto di cinque punti. Kilkenny divenne l'unica squadra insieme a Cork degli anni '40 a fare un filotto di quattro vittorie di fila.
Sin dalla finale All-Ireland del 2000, Kilkenny ha vinto nove titoli, surclassando le due vittorie di Cork e Tipperary e mostrando un evidente squilibrio tra le squadre. Brian Cody è ora tre titoli avanti a Monsignor Maher con dieci trofei All-Ireland vinti da allenatore. Il fattore eclatante è la velocità con cui Cody ha ottenuto i suoi dieci successi in pochissimi anni. Fu nel 2010, che un ancora vittorioso Kilkenny a livello provinciale, ha perso la prima finale dopo anni contro Tipperary, che vinse 4–17 a 1–18 dominando l'intera gara. Fu la sola terza sconfitta in una competizione All-Ireland sotto la guida di Cody. 
Kilkenny si vendicò l'anno successivo, nel 2011, togliendo il titolo sempre a Tipperary e vincendo 2-17 a 1-16.
Il 2012 fu anno vincente ma più tortuoso: Kilkenny non vinse il titolo provinciale, sconfitta da un'ottima formazione di Galway. Riuscirono comunque ad andare avanti battendo sonoramente sia Limerick che Tipperary e a raggiungere la finale nazionale, dove incontrarono nuovamente gli amaranto del Connacht. Galway stava di nuovo per imporsi, ma Joe Canning riuscì a segnare il punto salvezza allo scadere della partita, costringendo le squadre a rigiocare la partita. Il replay, il primo dal 1959, vide imporsi una Kilkenny scesa in campo con grande personalità e terminò per 3-22 to 3-11, nono successo della gestione.
Nonostante un ottimo inizio di 2013, culminato dal 17º titolo della National Hurling League, nel Championship Kilkenny fu battuta da un'emergente Dublino in semifinale, che avrebbe vinto anche il titolo provinciale poi contro Galway. Nelle qualifiche Kilkenny fu sorteggiata contro i rivali storici di Tipperary: la partita costituì un'occasione storica, dato che per la prima volta dalla finale All-Ireland del 1937 le squadre si incontrarono fuori da Croke Park nel campionato nazionale. In una giornata estiva particolarmente calda e in un'atmosfera elettrica a Nowlan Park i Cats si imposero su Tipperary. Tuttavia, nonostante una vittoria sofferta successiva su Waterford ai supplementari, furono battuti da Cork ai quarti di finale al Semple Stadium. Fu la prima volta che Kilkenny falliva l'approdo alle semifinali dal 1996 e molti cominciarono a paventare la fine di un glorioso ciclo.
Kilkenny smentì tutti tuttavia, in particolare chi chiedeva un cambio di gestione, tornando in grande stile agli allori nel 2014. Walsh Cup, National Hurling League, e Leinster Senior Hurling Championship furono vinti senza particolari difficoltà. La squadra si aggiudicò poi anche lo All-Ireland Senior Hurling Championship 2014 contro Tipperary in finale, 35º titolo. Brian Cody divenne il primo allenatore della storia della GAA a vincere dieci titoli nazionali mentre Henry Sheffling fu il primo giocatore a riuscire a tanto. Richie Hogan ottenne il premio GPA Hurler of the Year.

### Titoli vinti
- All-Ireland Senior Hurling Championship: 35- Record
  - 1904, 1905, 1907, 1909, 1911, 1912, 1913, 1932, 1933, 1935, 1939, 1947, 1957, 1963, 1967, 1969, 1972, 1974, 1975, 1979, 1982, 1983, 1992, 1993, 2000, 2002, 2003, 2006, 2007, 2008, 2009, 2011, 2012, 2014
- All-Ireland Intermediate Hurling Championship: 2
  - 1973, 2008
- All-Ireland Under-21 Hurling Championships: 11
  - 1974, 1975, 1977, 1984, 1990, 1994, 1999, 2003, 2004, 2006, 2008
- All-Ireland Minor Hurling Championship: 19
  - 1931, 1935, 1936, 1950, 1960, 1961, 1962, 1972, 1973, 1975, 1977, 1981, 1988, 1990, 1991, 1993, 2002, 2003, 2008
- All-Ireland Junior Hurling Championships: 9
  - 1928, 1946, 1951, 1956, 1984, 1986, 1988, 1990, 1995
- All-Ireland Vocational Schools Championships: 8
  - 1963, 1973, 1972, 1975, 1976, 1977, 1989, 1991
- National Hurling League: 14
  - 1933, 1962, 1966, 1976, 1982, 1983, 1986, 1990, 1995, 2002, 2003, 2005, 2006, 2009
- Leinster Senior Hurling Championships: 68
  - 1888, 1893, 1895, 1897, 1898, 1900, 1903, 1904, 1905, 1907, 1909, 1911, 1912, 1913, 1916, 1922, 1923, 1925, 1926, 1931, 1932, 1933, 1935, 1936, 1937, 1939, 1940, 1943, 1945, 1946, 1947, 1950, 1953, 1957, 1958, 1959, 1963, 1964, 1966, 1967, 1969, 1971, 1972, 1973, 1974, 1975, 1978, 1979, 1982, 1983, 1986, 1987, 1991, 1992, 1993, 1998, 1999, 2000, 2001, 2002, 2003, 2005, 2006, 2007, 2008, 2009, 2010, 2011
- Leinster Under-21 Hurling Championships: 23
  - 1968, 1974, 1975, 1976, 1977, 1980, 1981, 1982, 1984, 1985, 1988, 1990, 1993, 1994, 1995, 1998, 1999, 2003, 2004, 2005, 2006, 2008, 2009
- Leinster Minor Hurling Championships: 52
  - 1930, 1931, 1932, 1933, 1935, 1936, 1937, 1939, 1942, 1948, 1949, 1950, 1951, 1955, 1956, 1957, 1958, 1959, 1960, 1961, 1962, 1969, 1971, 1972, 1973, 1974, 1975, 1976, 1977, 1978, 1979, 1981, 1982, 1984, 1988, 1990, 1991, 1992, 1993, 1994, 1995, 1996, 1997, 1998, 1999, 2001, 2002, 2003, 2004, 2006, 2008, 2009
- Leinster Intermediate Hurling Championships: 12
  - 1967, 1973, 1997, 1998, 1999, 2000, 2002, 2003, 2004, 2006, 2008, 2009
- Leinster Junior Hurling Championships: 25
  - 1909, 1911, 1913, 1916, 1928, 1930, 1935, 1939, 1941, 1946, 1949, 1951, 1956, 1958, 1983, 1984, 1986, 1988, 1989, 1990, 1991, 1993, 1994, 1995, 1996, 2002
- Kehoe Cup: 1
  - 1980
- Walsh Cup: 16
  - 1955, 1957, 1958, 1959, 1961, 1962, 1963, 1970, 1973, 1974, 1988, 1989, 1992, 2005, 2006, 2007, 2009

### Record
- Maggior numero di All-Ireland Senior Hurling Championship: 32
- Maggior numero di All-Ireland Under-21 Hurling Championship: 11
- Maggior numero di All-Ireland Minor Hurling Championship: 19
- Maggior numero di Leinster Senior Hurling Championships: 66
- Maggior numero di Provincial U21 Hurling Championships: 23
- Maggior numero di Provincial Minor Hurling Championships: 52
- Maggior numero di Provincial Intermediate Hurling Championships: 12
- Più lunga serie di imbattibilità nell'All-Ireland 18 Games
- Miglior realizzatore di sempre nell'All-Ireland Senior Hurling Championship: Eddie Keher - 36-307 (415pts)
- Punteggio più alto nella finale dell'All-Ireland Senior Hurling Championship: 3-30 (2008 v Waterford)

## Calcio gaelico
L'enorme seguito della popolazione di Kilkenny per l'hurling, sia di tifo che di partecipazione in campo, ha da sempre fortemente penalizzato il calcio gaelico, tradizionalmente poco giocato nella contea. Non a caso dal 1982 il board di Kilkenny ha ritirato la propria squadra per ovvie ragioni logistiche dal Championship provinciale e di conseguenza dalla competizione All-Ireland, divenendo di fatto quella dei Cats l'unica franchigia irlandese a non partecipare al torneo di football per eccellenza. Questo fatto ha da sempre acceso molti dibattiti e dovrebbe essere superato dagli sforzi del board che si è preoccupato di promuovere anche il calcio gaelico ultimamente nella contea. Dal 2008 la squadra è rientrata comunque nella National Football League, senza tuttavia aver mai vinto una singola partita. Per incentivare lo sport nella contea, Kilkenny ha disputato anche gran parte delle edizioni della ormai defunta Tommy Murphy Cup, una competizione per squadre di ultima fascia, anche in questo caso senza riuscire mai a vincere un solo match in quattro anni. 
Segnali incoraggianti sono giunti infine nel 2015, quando Kilkenny ha battuto la Scozia nella finale dell'All-Britain Football Championship.
Paradossalmente tuttavia Kilkenny era molto forte tra la fine dell'Ottocento e gli inizi del novecento tanto che si aggiudicò tre Leinster Senior Football Championship, battendo nel 1888 Wexford, nel 1900 Louth e nel 1911 Meath. L'ultima vittoria nell'All-Ireland risale al 1929, quando batterono Louth, prima dell'inesorabile declino.

### Titoli vinti
- Leinster Senior Football Championships: 3
  - 1888, 1900, 1911